# Allotinus aphthonius
Allotinus aphthonius är en fjärilsart som beskrevs av Hans Fruhstorfer 1915. Allotinus aphthonius ingår i släktet Allotinus och familjen juvelvingar. Inga underarter finns listade i Catalogue of Life.